# Mielnów
Mielnów – wieś w Polsce położona w województwie podkarpackim, w powiecie przemyskim, w gminie Krasiczyn. Miejscowość leży na prawym brzegu Sanu.
Wieś szlachecka Mielnow, własność Krasickich, położona była w 1589 roku w ziemi przemyskiej województwa ruskiego.
Na przełomie XIX/XX wieku właścicielem ziemskim dóbr we wsi był Mieczysław Paszkudzki.
W II Rzeczypospolitej wieś w powiecie przemyskim w województwie lwowskim.
W latach 1944–1945 nacjonaliści ukraińscy z OUN-UPA zamordowali tutaj 29 Polaków, podpalając wszystkie gospodarstwa.
W latach 1975–1998 miejscowość administracyjnie należała do województwa przemyskiego.
W Mielnowie znajduje się murowana cerkiew pod wezwaniem św. Michała Archanioła.